# Captura de la fragata Esmeralda
La captura de la fragata española Esmeralda  fue un episodio de la independencia del Perú en el cual una fuerza de la Expedición Libertadora del Perú compuesto por marineros angloamericanos e infantes de marina de la Armada de Chile al mando personalmente de Lord Thomas Cochrane mediante una incursión nocturna al puerto del Callao, durante una tregua acordada con el general José de San Martín, logró apoderarse sorpresivamente de una de las fragatas más antiguas al servicio de la armada española, aunque en ese momento, este y otro casi tan viejo, la fragata Venganza (1793), eran lo más poderoso que los españoles podían tener en ese momento en el Pacífico tras el naufragio del imponente navío español San Telmo y la división naval del mar del sur durante una tormenta en el cabo de Hornos.

## Antecedentes
La Esmeralda era una fragata de 44 cañones construida en el año 1791 en las islas Baleares. El 6 de mayo de 1817 zarpó de Cádiz con destino al Pacífico sur con la misión de apoyar la lucha contra los insurgentes independentistas. En 1818 tomó parte del bloqueo de Valparaíso y tras la pérdida de dicha capitanía, luego de la Batalla de Maipú, se dirigió al Callao.
La Armada de Chile, tripulada  por marinos chilenos  y británicos, comandados por  el almirante Cochrane, luego de servir de Convoy a la expedición libertadora, intentó enfrentarse a los buques españoles, pero estos trataron de evitar el combate y se refugiaron al amparo de las baterías del Callao por lo que por tercera vez Cochrane bloqueo el Callao el 30 de octubre de 1820. 
Tras fracasar en una tentativa anterior de capturar el mismo buque Esmeralda durante el bloqueo de Valparaíso. Cochrane decidió capturar la fragata Esmeralda', aprovechando los buques neutrales anglosajones presentes en puerto, bajo los mismo cañones de los castillos del Callao, la cual estaba rodeada por dos bergantines artillados; el Pezuela y el Maipú, una doble fila circular de veintiséis lanchas cañoneras, y una verdadera trinchera flotante compuesta por troncos unidos por cadenas, que apenas dejaban una angosta entrada. Para lograr su objetivo ordenó que durante el día la escuadra abandonara el bloqueo y se retirara mar adentro, de tal modo que no fuera posible verla de la costa, dejando solo a la O’higgins en la cercanía de la isla de San Lorenzo.
El abordaje por sorpresa fue ejecutado por  160 marinos y 80 infantes de marina, embarcados en catorce botes y divididos en dos columnas al mando de los oficiales Martin Guisse y Thomas Crosbie; con este último iba Cochrane vestido de blanco al igual que todos los tripulantes y llevando pistola, hacha de abordaje, puñal y lanza corta. La frase acordada como santo y seña fue "Gloria y Victoria" y a fin de mantener el más absoluto silencio, se vendaron los remos con telas.
Con relación a todo esto, las órdenes que dio Cochrane una vez capturada la Esmeralda fueron:
- Al apoderarse de la fragata, los marineros y marinos chilenos no gritarán ¡viva Chile!, a fin de engañar al enemigo y dar tiempo a que se complete la operación, gritarán: ¡Viva el rey!.

- La fusilería hará fuego desde la Esmeralda sobre los dos bergantines de guerra, de los que se apoderarán los tenientes Esmond y Morgell con los botes de su mando; esto verificado, les cortarán las amarras, sacándolos afuera, y los fondearán a lo largo lo más pronto posible. Los botes de la Independencia echarán al garete todos los buques mercantes españoles, y los botes del O'Higgins y del Lautaro, a las órdenes de los tenientes Bell y Robertson, prenderán fuego a uno o más cascos de los más avanzados; pero a éstos no se les dejará ir al garete, a fin de que no vayan a caer sobre los demás.

## La traición durante la tregua de San Martín
El 5 de noviembre, después de un parlamento con los chilenos a bordo de la Esmeralda, el parlamento fue traicionado. Dos de los protagonistas principales de la acción: don Antonio Vacaro, comandante del apostadero del Callao, y don Luis Coig, capitán de la Esmeralda ofrecen en esencia la misma versión. El día 5 de noviembre se hallaban en parlamento en razón de un canje de prisioneros con el general San Martín, muy cerca en Ancón.
La contribución de las fragatas neutrales anglosajones dentro y fuera del puerto consistió en dar toda la información sobre las defensas realistas, las señales para poder camuflarse entre ellos, y prepararse al rescate a los marineros revolucionarios. Posteriormente el pueblo del Callao dándose cuenta del apoyo prestado acometió contra unos marinos angloamericanos presentes en el puerto.
En la tarde del 5 de noviembre Cochrane hizo la siguiente proclama ante sus hombres:

"¡Soldados de marina y marineros!;

Esta noche vamos a dar un golpe mortal al enemigo, y mañana os presentaréis con orgullo delante del Callao; todos vuestros camaradas envidiarán vuestra buena suerte. Una hora de coraje y resolución es todo cuanto se quiere de vosotros para triunfar. Recordad que habéis vencido en Valdivia, y no os atemoricéis de aquéllos que un día huyeron delante de vosotros.

El valor de todos los bajeles que se cogerán en el Callao os pertenecerá; se os dará la misma recompensa que los españoles ofrecieron en Lima a aquéllos que capturasen cualquiera de los buques de la escuadra chilena. El momento de gloria se acerca y espero que los chilenos se batirán como tienen de costumbre, y que los ingleses obrarán como siempre lo han hecho en su país y fuera de él."
Thomas Cochrane. A bordo de la fragata O'Higgins, 5 de noviembre de 1820

En la tarde del mismo día 5, la escuadra chilena, con excepción de la fragata O'Higgins, largó velas con rumbo a alta mar la fragata Lautaro y la corbeta Independencia, fingiendo empeñarse en la persecución de alguna nave columbrada en lontananza. Antes de zarpar, había dejado en la almiranta los botes y la gente destinada al asalto de la Esmeralda.
A las diez de la noche todo estaba pronto para iniciar la operación.

## Desarrollo de la acción

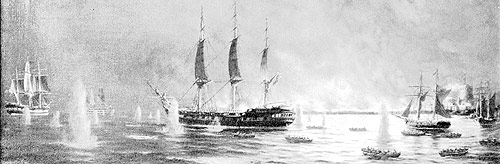
La fragata española "Esmeralda" en el momento de su captura por parte de las fuerzas chilenas mandadas por el almirante Thomas Cochrane.

Luego de sorprender a la tripulación de un bote de vigilancia e impedir que dieran la alarma, los hombres de Cochrane abordaron a la Esmeralda por distintos puntos y en el más absoluto silencio, tomando completamente desprevenida a su tripulación que en esos momentos se encontraba durmiendo a excepción de los centinelas y algunos oficiales.
Un centinela que estaba sobre cubierta había disparado su fusil en señal de alarma, al advertir que la fragata era abordada por el costado de estribor por los tripulantes de los botes que mandaba Thomas Cochrane. El centinela cayó muerto instantáneamente; pero los marineros, que estaban en sus puestos, acudieron a rechazar el asalto, con tal rapidez y decisión, que al encabezar el abordaje Cochrane fue herido por uno de ellos quien le propinó un feroz culatazo que lo derribó sobre uno de los botes, Levantándose instantáneamente, gritó a los suyos: 

"¡Arriba, muchachos! ¡Ya es nuestra!"
Thomas Cochrane. Durante el abordaje a la fragata española Esmeralda, 5 de noviembre de 1820

En ese instante, Martin Guisse, que había trepado por el lado de babor, atacó con gran empuje. Los realistas dieron frente al nuevo enemigo; pero "los machetes chilenos no les dieron tiempo para organizar nada". Los marineros ingleses y chilenos, prevenidos especialmente, habían ganado las cofas, y desde ellas cazaban con sus pistolas a los enemigos de la cubierta.
Los marinos españoles, una vez repuestos de la sorpresa inicial y aun manteniendo la superioridad numérica, se habían reconcentrado en el castillo de proa, desde donde dirigidos por el capitán Luis Coig empezaron a hacer un vivísimo fuego de fusilería.
Cochrane, herido en un muslo, se sentó sobre un cañón, se vendó la herida con un pañuelo, y dispuso el asalto del castillo con arma blanca. Los realistas sostuvieron una recia defensa rechazando las dos primeras cargas de los patriotas. Guise, que los mandaba, resultó herido.

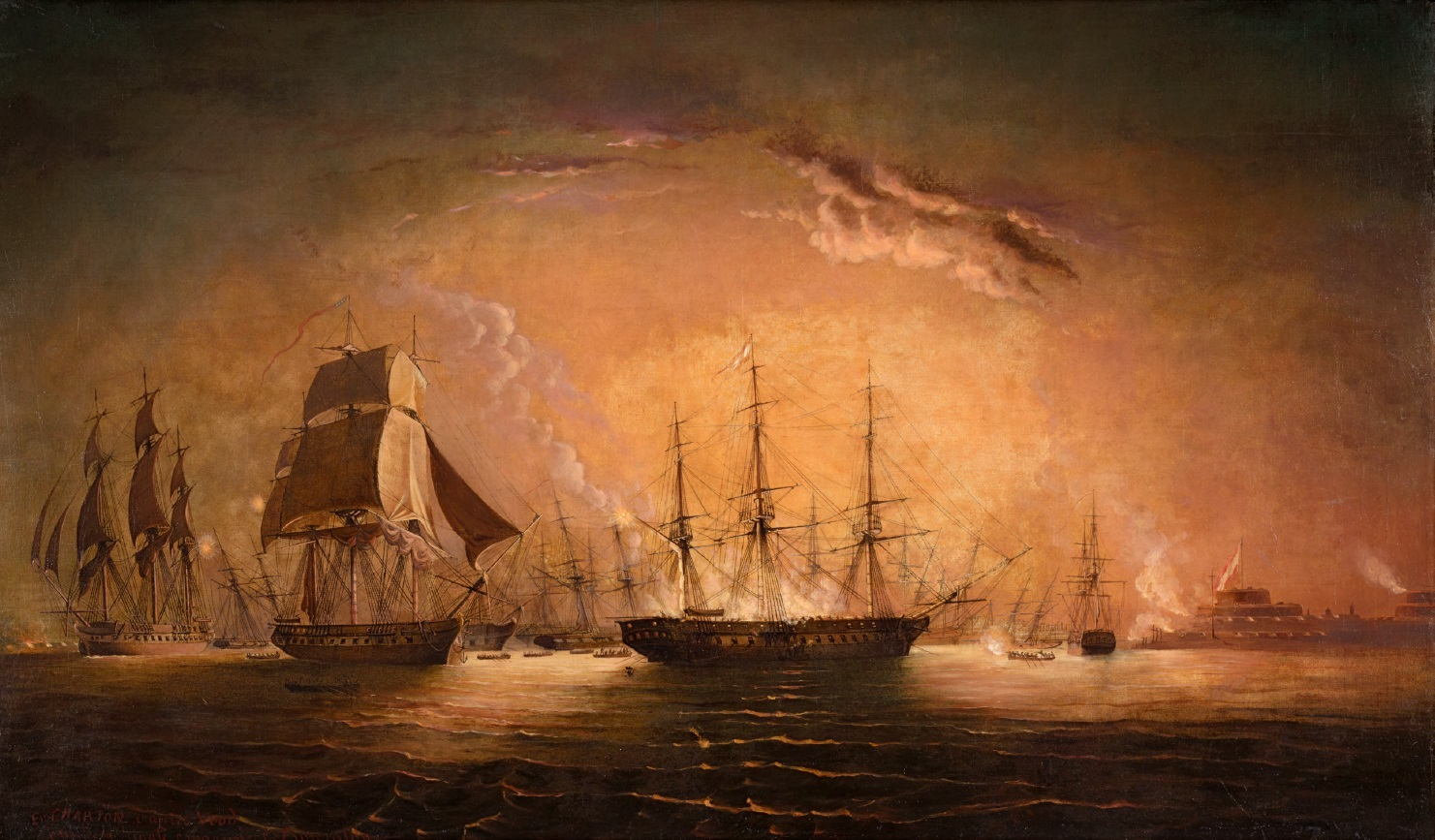
Captura de la Esmeralda. Pintura de Ernest Charton basada en un original de Carlos Wood (1848).

La refriega duraba ya quince minutos. El cañón había tronado desde lo alto del castillo Real Felipe, poniendo en alarma a las baterías y a los otros buques españoles. Los patriotas por otra parte dieron rápidamente la tercera embestida a la posición que fue finalmente ganada tras un reñido combate en el alcázar de la nave donde los españoles combatieron hasta el último hombre, superada esta resistencia el resto de la tripulación saltó al mar o se rindió a discreción. El combate sobre la Esmeralda había durado 17 minutos de furiosa pelea.
Guise, quien ahora tenía el mando de las fuerzas patriotas debido a las graves heridas de Cochrane, ordenó a los tenientes Esmond y Morgell que se apoderaran de los bergantines Pezuela y Maipú que estaban comandados por Melitón Pérez del Camino y Manuel Bañuelos respectivamente. Estos comandantes que estaban durante el ataque a la Esmeralda en ese buque, saltaron del buque para alcanzar sus respectivos buques y dar la alarma. Por lo que cuando los botes patriotas se acercaron a éstos bergantines para capturarlos, fueron totalmente rechazados. 
Finalmente, el comandante Guise contrariando las órdenes de Cochrane de capturar los otros buques y ante los fuegos que le hacían las baterías de tierra, ordenó picar los cables de la Esmeralda para salir del puerto. Los fuegos de las baterías eran bastante fuertes provocando algunas bajas. Estos fuegos de tierra se hacían con cierto cuidado para no dañar a dos naves neutrales que se encontraban en las cercanías, ellas eran la fragata norteamericana Macedonia y la inglesa Hyperion. El almirante Thomas Cochrane se percató que ambos navíos procedían a colocar unos fanales de luces en los mástiles, y de inmediato comprendió que esa tenía que ser una señal convenida con las autoridades españolas del puerto para evitar ser cañoneadas en caso de un combate naval nocturno. El mismo tipo de luces se pusieron en la Esmeralda, provocando gran confusión en los fuertes terrestres.
Cochrane quiso capturar o incendiar los otros buques menores que estaban en el puerto sin embargo el cañoneo de las baterías de tierra no solo dañó a la Esmeralda sino también a los buques neutrales que también se encontraban en el lugar causando no pocas bajas entre los propios españoles, el mismo capitán Coig fue herido por estos fuegos luego de ser tomado prisionero, ante esto Guise, sobre quien había recaído el mando de la fragata capturada al estar el almirante herido, ordenó cortar los cables y retirarse de tiro, alegando que no podía cumplir las órdenes de Cochrane dado que la mayoría de los ingleses se habían emborrachado con el licor de las bodegas mientras que los chilenos se encontraban pillando los compartimientos del buque.
A las dos y media de la mañana del 6 de noviembre de 1820, la Esmeralda salía del puerto del Callao tripulada por sus captores y escoltada por los 14 botes y dos cañoneras quitadas a los realistas.
La Esmeralda fue renombrada Valdivia y entró a servir en la armada chilena.

## Consecuencias
Desde el punto de vista material. La pérdida de la Esmeralda significó, para los españoles, una merma importante de su capacidad naval en el Pacífico. El resto de los buques que le quedaban a los realistas en el Callao eran: la corbeta Sebastiana, los bergantines Pezuela y Maipú y otros buques menores. Algunos fueron finalmente desarmados en 1821 durante el bloqueo naval y sitio del Callao. En cuanto a las fragatas Venganza y Prueba, que no se encontraban en el puerto, se retirarían hacia a las costas de Panamá para abastecerse, sin conseguirlo, ya que el mismo había caído en manos de Bolívar. 
Por otra parte la captura de la Esmeralda surtió en ambos bandos efectos morales muy superiores a su importancia material. En el campo realista, se vio afectado el prestigio del comandante general de marina Tomás Blanco Cabrera, el brigadier Juan Francisco Sánchez, comandante de la guarnición del Callao, y del propio virrey Joaquín de la Pezuela. Entre los patriotas, el entusiasmo por la hazaña de Cochrane no conoció límites. El convencimiento de que la emancipación del Perú era sólo cuestión de tiempo llevó a muchos a cambiar de bando. Sin embargo todavía serían aniquilados varios ejércitos patriotas hasta la llegada de Simón Bolívar al Perú. El arribo del poderoso navío de la armada española Asia volvería a disputar el  dominio del Mar del Sur hasta la capitulación de Ayacucho. 
El comandante de la fragata "Esmeralda", Luis Coig, sería declarado inocente por un Consejo de Guerra al conocerse la traición al parlamento durante la tregua con José de San Martín. Condecorado en grado heroico, posteriormente, fue nombrado comandante de la fragata "Resolución", destinada al apostadero de La Habana al mando de Angel Laborde, integrándose en su división naval. Esta división naval dio protección en 1829 al ejército del brigadier Isidro Barradas que daría la última campaña de reconquista española de América.

## Información adicional
- En este combate participó y fue herido, a órdenes de Guisse, el guardiamarina peruano Manuel Villar Olivera, quien en 1865 mandaría la escuadra aliada en el combate de Abtao durante la guerra Hispanosudamericana.[9]